# フランツ・シャルク
フランツ・シャルク（Franz Schalk, 1863年5月27日 - 1931年9月3日）は、オーストリアの指揮者・作曲家。

## 生涯
シャルクは、19世紀末期から20世紀初頭に活躍した生粋のオーストリア・ウィーンの指揮者である。兄はピアニストのヨーゼフ・シャルク。兄弟揃ってウィーン楽友協会音楽院でアントン・ブルックナーに師事し指揮法と作曲学を学ぶ。
シャルクの仕事の一つに、ブルックナーの交響曲に短縮や再オーケストレーションを行なった改訂版の公刊がある。現代においてシャルクの改訂は、ブルックナー本人の意図を無視した改悪と見なされ、演奏に用いられることは少ない。しかし19世紀末当時はブルックナーの音楽に対する認知度が低く、曲が冗長過ぎるとの批判も受けており、シャルクの改訂は、ブルックナーの認知度を高めることを狙って行われたものであった。
ハイドン、モーツァルト、ベートーヴェン、シューベルト、リヒャルト・シュトラウスなどの作品の演奏を得意とした反面、ストラヴィンスキーなどの現代音楽は不得意で観客の評判も芳しくなかったと伝えられている。
1918年、シャルクはウィーン宮廷歌劇場総監督に就任し、1919年からはリヒャルト・シュトラウスとともにその地位にあったが、両者の対立は激しく、結局はシュトラウスが歌劇場を去ることとなった。ただ、のちにオペラ劇場総監督フランツ・シュナイダーハンの仲介により和解し、シュトラウスはウィーンに戻ってきた。
シャルクは旧帝国時代の宮廷オペラを国立オペラに移行させた人物であり、ウィーン国立歌劇場及びウィーン・フィルハーモニー管弦楽団で第2ヴァイオリンを務めたオットー・シュトラッサーは「シャルクは私たちにとって全く、ウィーン国立オペラ劇場とその伝統の象徴たる存在である」と述べている。また、ウィーン・フィルハーモニー管弦楽団を連れて、ジュネーヴやパリなど各地への演奏旅行を行った。ただし、歌劇場の天井座席の観客からは手ひどく攻撃されたとされている。
任期の最後には体調を崩すようになり、1929年に地位を退いた。上述のシュトラッサーは「彼の辞任と共に、私たちのオペラ劇場での歴史の最も価値ある局面の一つが終りを告げたのみならず、またマーラー以来、生き続けてきた伝統も終りを告げたことを意味していた」と語っている。
指揮者ブルーノ・ワルターは、自伝の中でシャルクを最初は常に薄笑いを浮かべ正体不明で何を考えているのか全く理解ができなかった人物としながらも、ザルツブルクである席で同席したのがきっかけで意気投合して、その後、ウィーン国立歌劇場に対するシャルク自身の犠牲を顧ぬ献身的態度や、晩年における芸術的成長に就いて並々ならぬ高評価を与えており、晩年のシャルクが病に倒れ重態に陥り指揮台に立てなくなった際に、ザルツブルクでの指揮をワルターに依頼するほど親密な仲に発展したという。
1931年の6月にウィーン国立歌劇場でワーグナーの楽劇『トリスタンとイゾルデ』を指揮した数週間後、エードラッハ・アン・デア・ラックス(de:Edlach an der Rax)のサナトリウムに収容され、1931年9月に死去した。臨終の言葉は「ウィーン・フィルハーモニーの人たちをよろしく頼みます」であった。
遺体はライヒェナウ(Reichenau)墓地に埋葬され、ウィーン・フィル同様シャルクが手塩にかけて育てたウィーン国立歌劇場合唱団が、遺言に従ってジョヴァンニ・ダ・パレストリーナ作曲のモテットを歌った。

## 教育活動
シャルクは教育者として指揮者育成のための教育にも熱心に携わり、クレメンス・クラウスやカール・ベームに影響を与え、ヘルベルト・フォン・カラヤンやアルトゥール・ロジンスキー、ハンス・スワロフスキー等を育てた事でも知られている。
また、オーケストラ奏者の教育にも力を注いでおり、ウィーン・フィルハーモニー管弦楽団では各団員の名前を覚えるとともに、各自の採用試験以来、その弾き方を把握していた。新人オペラ歌手の舞台稽古をする際には、オーケストラの若い弦楽器奏者を数人呼び寄せて小編成で伴奏をさせていたが、ウィーン・フィルハーモニー管弦楽団で第2ヴァイオリンを務めたオットー・シュトラッサーは、この稽古について「私たちがこのような状況で、努力し、また根本的に準備し、巧く弾くように促されたことは言うまでもない」と評している。
皮肉屋のシャルクは特に若い奏者を褒めることは少なく、彼らと親密な関係を築くこともなかったが、真面目に職務に取り組む者は評価しており、オーケストラの定員が削減される必要が生じたときには彼らの肩をもって、定年退職した人の空席を当分の間埋めないことで縮小とみなすという解決策を提示した。また、上述のシュトラッサーについては、その腕前を評価して第2ヴァイオリンの首席奏者に抜擢したり、海外ツアーに最年少団員として連れて行ったりした。

## 同時代の作品への態度
エーリヒ・ヴォルフガング・コルンゴルト、フランツ・シュレーカー、マックス・フォン・シリングス、アレクサンダー・ツェムリンスキー、ヴァルター・ブラウンフェルス、ユリウス・ビットナー 、パウル・ヒンデミット、イーゴリ・ストラヴィンスキーなど、同時代の作曲家たちのオペラを演奏している。また、エルンスト・クルシェネクのジャズ風オペラ『ジョニーは演奏する』について、シャルクは演奏したがらなかったが、劇場総監督のシュナイダーハンの推薦、及び観客が集まるという財政上の理由を前に、仕方なく演奏していたとされる。

## 演奏スタイル
シャルクの演奏はその風貌さながら、やや無雑作ながら厳しくも内燃する情熱にあふれたものであった。もちろんウィーンの音楽家らしく、ウィーン風のエレガントな音楽性も併せ持っており、ウィーン･フィルハーモニーを指揮した時に発揮された。また、ポルタメントを多用するなど、19世紀の演奏スタイルを墨守していたと言える。

## レコーディング
引退間際になって登場したSP録音技術を用いて、ウィーン・フィルハーモニー管弦楽団とともにベートーヴェンの交響曲を録音した。これらの録音は名門ウィーン・フィルの初のレコーディングとして大センセーションを巻き起こしたとされる。
- ベートーヴェン：交響曲第5番ハ短調 作品67（1929年10月14日 - 10月20日）
- ベートーヴェン：交響曲第6番ヘ長調 作品68『田園』（1928年4月4日 及び、11日録音）
- ベートーヴェン：交響曲第8番ヘ長調 作品93（1928年4月4日 及び、11日録音）
- ベートーヴェン：レオノーレ序曲第3番（1928年4月13日 及び、15日録音）
以上は、ウィーン・フィルハーモニー管弦楽団の演奏で全部英HMVから発売されたが、ベートーヴェンの田園はウィーン・フィルの電気録音として最初のものである。また、運命は第1楽章冒頭のアインザッツが揃わず音が4つ鳴る事で知られている。

- シューベルト：交響曲第8番ロ短調「未完成」（1929年5月録音）
イギリス、及び、日本パーロフォン・レーベルではベルリン大交響楽団、ドイツ・オデオン、及び、コロンビア・レーベルではベルリン国立管弦楽団標記であるが録音は全く同じものである。両方のオーケストラの実体はベルリン国立歌劇場管弦楽団の演奏会用メンバーに拠るものである。

また、シャルクの死の年に英HMVに、ベートーヴェンの交響曲第5番第1楽章、及び、交響曲第8番全曲をウィーン・フィルハーモニー管弦楽団と再録音したが未発売である（1931年1月31日録音）。